# イェンゲン
イェンゲン (ドイツ語: Jengen) は、ドイツ連邦共和国バイエルン州シュヴァーベン行政管区のオストアルゴイ郡に属す町村（以下、本項では便宜上「町」と記述する）であり、ブーフローエ行政共同体を構成する自治体の一つである。

## 地理
イェンゲンはアルゴイ地方に位置する。

### 自治体の構成
この町は、公式には8つの地区 (Ort) からなる。このうち小集落や孤立農場などを除く集落を以下に列記する。
- ベックシュテッテン
- オイリスホーフェン
- イェンゲン
- ウンメンホーフェン
- ヴァイヒト
- ヴァインハウゼン

## 歴史
イェンゲンはアウクスブルク司教領に属した。1803年の帝国代表者会議主要決議以降、この町はバイエルン領となった。バイエルンの行政改革に伴う1818年の市町村令により現在の自治体が成立した。

### 人口推移
- 1970年 1,612人
- 1987年 1,709人
- 2000年 2,257人
- 2005年 2,375人

## 行政
町長はラルフ・ノイナー (Kom.Wver./ Überp.Wver./ Fr.Wver.) である。

### 紋章
銀地と赤字に左右二分割。向かって左は半分に切られた、赤い爪や嘴で威嚇する黒い鷲。向かって右は左向き（向かって右向き）の金のグリフィン。

## 経済と社会資本

### 教育
- 国民学校 1校

## 引用
1. ↑  https://www.statistikdaten.bayern.de/genesis/online?operation=result&code=12411-003r&leerzeilen=false&language=de Genesis-Online-Datenbank des Bayerischen Landesamtes für Statistik Tabelle 12411-003r Fortschreibung des Bevölkerungsstandes: Gemeinden, Stichtag (Einwohnerzahlen auf Grundlage des Zensus 2011)
2. ↑  Bayerische Landesbibliothek Online